# Thesium polygaloides
Thesium polygaloides är en sandelträdsväxtart som beskrevs av Arthur William Hill. Thesium polygaloides ingår i släktet spindelörter, och familjen sandelträdsväxter. Inga underarter finns listade i Catalogue of Life.